# Stazione di Sasso Marconi
Stazione di Sasso Marconi vasútállomás Olaszországban, Sasso Marconi településen.

## Vasútvonalak
Az állomást az alábbi vasútvonalak érintik:
- Porrettana-vasútvonal

## Kapcsolódó állomások
A vasútállomáshoz az alábbi állomások vannak a legközelebb:
- Stazione di Lama di Reno
- Stazione di Pontecchio Marconi